# Zeria schoenlandi
Zeria schoenlandi är en spindeldjursart som först beskrevs av Pocock 1900.  Zeria schoenlandi ingår i släktet Zeria och familjen Solpugidae. Inga underarter finns listade i Catalogue of Life.